# Domogled - Valea Cernei (sit SPA)
Domogled - Valea Cernei este o arie protejată (arie de protecție specială avifaunistică — SPA) din România întinsă pe o suprafață de 66.734 ha, integral pe uscat.

## Localizare
Situl se întinde pe teritoriile administrative ale județelor: Caraș-Severin (Băile Herculane, Cornereva, Mehadia, Teregova, Zăvoi), Gorj (Padeș, Tismana), Hunedoara (Râu de Mori) și Mehedinți (Baia de Aramă, Balta, Isverna, Obârșia-Cloșani, Podeni). Centrul sitului Domogled - Valea Cernei este situat la coordonatele 45°05′14″N 22°37′21″E / 45.087242°N 22.622389°E.

## Înființare
Situl Domogled - Valea Cernei a fost declarat arie de protecție specială avifaunistică (ROSPA0035) în octombrie 2007 pentru a proteja mai multe specii avifaunistice. Situl se suprapune cu ariile naturale: Rezervația Domogled, Coronini - Bedina, Iauna - Craiova, Parcul Național Domogled - Valea Cernei, Parcul Național Retezat, Peștera Martel, Peștera Lazului, Izvorul și stâncăriile de la Câmana, Cheile Corcoaiei, Tufărișurile mediteraneene Cornetul Obârșia-Cloșani, Vârful lui Stan, Pădurea Drăghiceanu, Pereții calcaroși de la Izvoarele Coșuștei, Piatra Cloșanilor, Geoparcul Platoul Mehedinți, Belareca și Ciucevele Cernei.

## Biodiversitate
Situată în ecoregiunea continentală și alpină, aria protejată nu include niciun habitat protejat.
La baza desemnării sitului se află mai multe specii protejate de păsări enumerate în anexa I-a a Directivei Consiliului European 147/CE din 30 noiembrie 2009, privind conservarea păsărilor sălbatice: fâsă de munte (Anthus spinoletta), fâsă de pădure (Anthus trivialis), acvila de munte (Aquila chrysaetos), caprimulg (Caprimulgus europaeus), șerpar (Circaetus gallicus), porumbel de scorbură (Columba oenas), cuc (Cuculus canorus), ciocănitoarea de grădină (Dendrocopos syriacus), ciocănitoare cu spatele alb (Dendrocopos leucotos), ciocănitoare neagră (Dryocopus martius), presură de grădină (Emberiza hortulana), șoim călător (Falco peregrinus), muscar (Ficedula parva), muscar gulerat (Ficedula albicollis), sfrâncioc roșiatic (Lanius collurio), ciocârlie de pădure (Lullula arborea), viespar (Pernis apivorus), ciocănitoarea verzuie (Picus canus)